# Zé Doca
Zé Doca est une ville brésilienne de l'ouest de l'État du Maranhão.

## Géographie
Zé Doca se situe par une latitude de 03° 14' 34" sud et par une longitude de 45° 49' 26" ouest.
Sa population était de 45 064 habitants au recensement de 2007. La municipalité s'étend sur 2 414 km2.
Elle fait partie de la microrégion de Pindaré, dans la mésorégion Ouest du Maranhão.